# Bristol Britannia
De Bristol Type 175 Britannia is een Brits verkeersvliegtuig gebouwd door Bristol Aeroplane Company. Het werd ontwikkeld nadat de Britse regering, met name het Brabazon Committee, in 1943 opdracht had gegeven om een toestel te ontwikkelen voor 48 passagiers, om zo de naoorlogse Britse verkeersluchtvaartindustrie nieuw leven in te blazen.
Na de Tweede Wereldoorlog werden civiele passagiersvluchten onder meer uitgevoerd met hiervoor inderhaast omgebouwde Lancaster bommenwerpers, die de naam Lancastrian kregen. De BOAC (voorloper van British Airways) nam in juli 1949 een optie voor 25 Brittania's na overleg met de Britse overheid voor een 74-zitter. Het eerste prototype koos het luchtruim op 16 augustus 1952. Dit was doorontwikkeld voor een capaciteit van 90 passagiers. BOAC bestelde van dit initiële type, aangeduid met Series 102, uiteindelijk 15 exemplaren.

## Uitstel

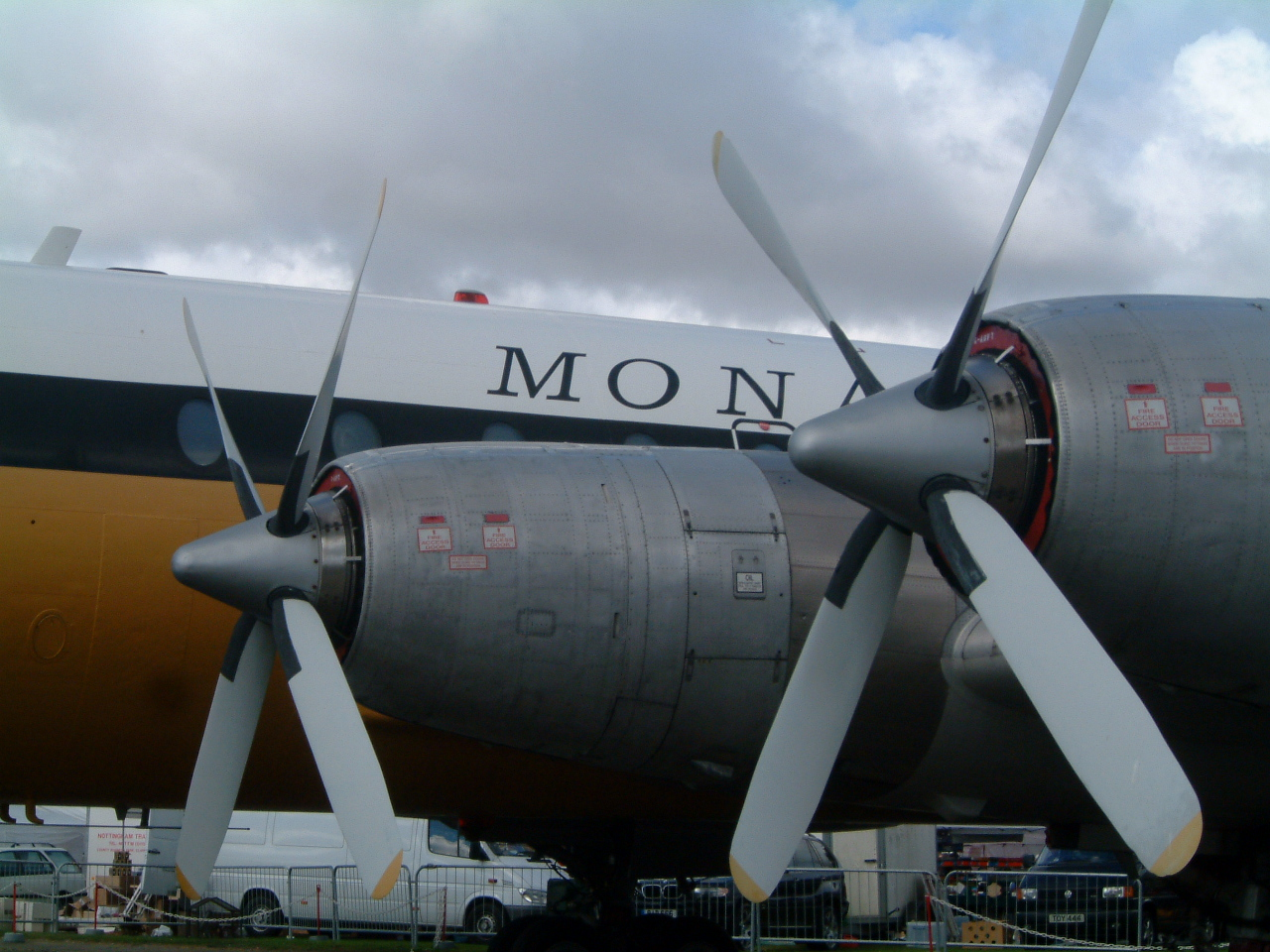
Turboprops van een Britannia in Monarch-kleuren (Duxford).

Het toepassen van de toen vernieuwende en technisch betrekkelijk eenvoudige Bristol Proteus-turbopropmotor leverde grote voordelen op, zoals betere prestaties en een lager verbruik, ten opzichte van de steeds complexer wordende zuigermotoren, waarmee o.a. de Douglas DC-7 en Lockheed Super Constellation/Starliner nog waren uitgerust.

Maar door problemen met de Proteus (vnl. ijsvorming) en verlies van het tweede prototype, alsook wegens verschillende crashes van de Havilland Comet straalpioniers, dienden verdere uitvoerige tests te gebeuren alvorens het toestel werd vrijgegeven voor de lijndienst. Op 1 februari 1957 was het dan toch zover, met de commerciële BOAC-dienst Londen - Johannesburg.
De met 3,12 m verlengde versie die goed was voor 139 passagiers, kwam als Series 312 vanaf eind '57 bij BOAC in dienst voor de trans-Atlantische route Londen - New York. 18 dergelijke toestellen vonden hun weg naar de maatschappij.
Door de opkomst van verkeersvliegtuigen met de veel belovende straalmotoren uit Frankrijk (Sud Caravelle), het Verenigd Koninkrijk (de verbeterde Comet 4), maar vooral uit de Verenigde Staten (Boeing 707, Douglas DC-8), werd de productie van de Bristol Brittania in 1960 gestaakt. Er waren slechts 85 exemplaren gebouwd.

Desondanks wordt de Britannia beschouwd als een hoogtepunt van turboprop-ontwerp. Het toestel was populair bij de passagiers, en kreeg door het stille en rustige vliegen de bijnaam The Whispering Giant (fluisterende, stille reus).

## Royal Air Force

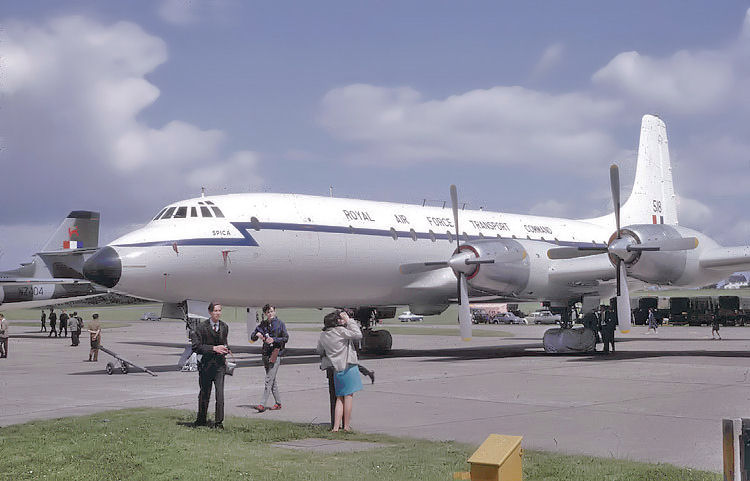
Royal Air Force Bristol Britannia "Spica" in 1964

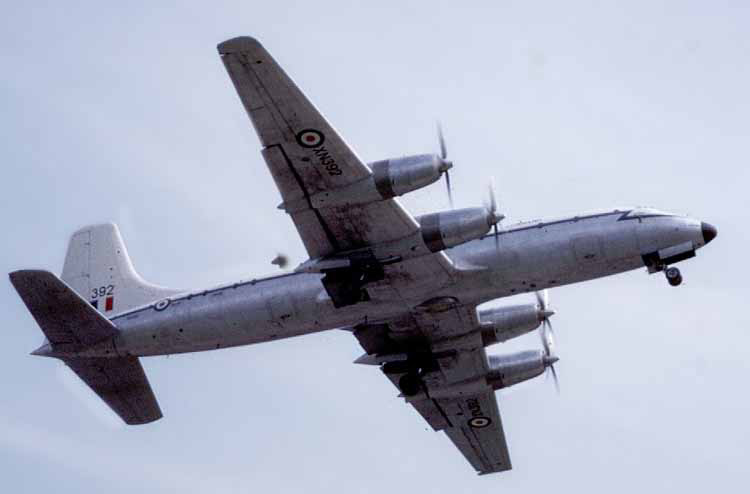
Royal Air Force Bristol Britannia “Acrux“ (XN392); gesloopt in mei 1976

Voor militair transport bij de RAF kwamen de combiversies Series 252 en 253, met de lange romp, in dienst als respectievelijk Britannia C.2 (3 stuks) en C.1 (20 toestellen). Ze kregen astronomische namen van sterren, zoals bv. Sirius en Vega, mee.

Na de terugtrekking uit actieve dienst in 1975, vlogen diverse machines voor civiele vrachtvervoerders in Europa, Afrika en het Midden-Oosten tot in de late jaren negentig.

## Canadair
De Canadese vliegtuigbouwer Canadair (tegenwoordig deel uitmakend van Bombardier) verkreeg een licentie voor de bouw van een op de Britannia gebaseerd maritiem patrouillevliegtuig en een transporttoestel (resp. Canadair Argus en Canadair Yukon) voor het Canadese leger. Voor de burgerluchtvaart verscheen nog het type CL-44 in diverse passagiers- en vrachtuitvoeringen.

## Technische specificaties

### Bristol 175 Britannia Series 312

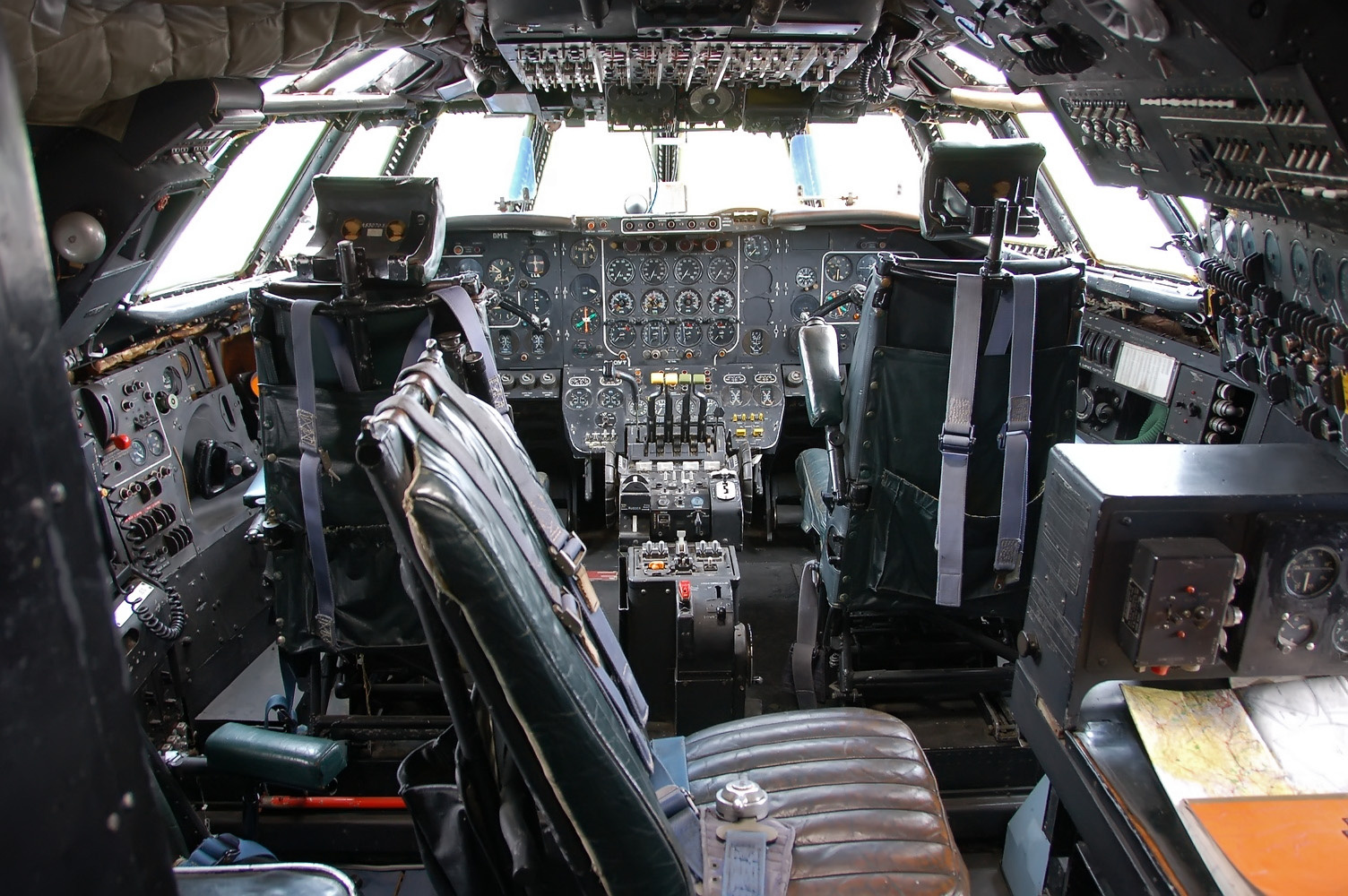
Cockpit van een Series 312 (G-AOVT) in het Imperial War Museum, Duxford, VK. © Robin Stevens

| Maten & gewichten       |       | Prestaties            |      |
| ----------------------- | ----- | --------------------- | ---- |
| Lengte (m):             | 37,9  | Max. snelheid (km/h): | 639  |
| Spanwijdte (m):         | 43,6  | Kruissnelheid (km/h): | 575  |
| Hoogte (m):             | 11,4  | Bereik (km):          | 6870 |
| Leeggewicht (kg):       | 37400 | Dienstplafond (m):    | 7300 |
| Max. startgewicht (kg): | 84000 | Klimsnelheid (m/s):   | 11,3 |

## Concurrentie
Soortgelijke vroege viermotorige turbopropvliegtuigen:
- Vickers Viscount, en opvolger Vanguard/Merchantman
- Lockheed L-188 Electra
- Ilyushin Il-18